# Чоловіче самолюбство
«Чоловіче самолюбство» («Мужское самолюбие») — радянський телефільм 1982 року, знятий режисером Батрбеком Дзбоєвим на Північно-Осетинській студії телебачення.

## Сюжет
Герої фільму проводять відпустку на селі. Місцева комсомолка Роксана заволікає юнаків до роботи на сіножаті.

## У ролях
- Белла Басієва — Роксана
- Михайло Кцоєв — Казбек
- Ісак Гогічев — Кайті, бтько Роксани
- Валерій Царієв — роль другого плану
- Урузмаг Хурумов — Маїрбек
- Лактемір Дзтієв — Хазбі
- Дзембад Хамикоєв — Сослан, дільничний міліціонер, брат Роксани
- Артур Дзуцев — Джері
- Альберт Фідаров — Кола
- Е. Ахполов — Таму
- Віра Уртаєва — Хадіза
- Олена Туменова — Серафіма
- Р. Хурумова — Манні
- Зоя Дзбоєва — Кошер
- Орзета Бекузарова — Мішурат, мати Роксани
- Марат Мерденов — Аслан
- Бексолтан Тулатов — роль другого плану
- Коста Бірагов — роль другого плану
- Анна Дзукаєва — роль другого плану
- Заміра Мелікова — роль другого плану
- І. Мамсурова — роль другого плану
- Рита Рамонова — роль другого плану
- Є. Цогоєва — роль другого плану
- К. Чельдієв — роль другого плану
- Ахсар Дзбоєв — роль другого плану
- Алан Хадаєв — роль другого плану
- Сослан Наскідаєв — роль другого плану

## Знімальна група
- Режисер — Батрбек Дзбоєв
- Сценаристи — Юрій Чулюкін, Руслан Тотров
- Оператор — Алан Себетов
- Композитор — Фелікс Алборов